# 아나스타시오스 라고스
아나스타시오스 "타소스" 라고스(그리스어: Αναστάσιος "Τάσος" Λαγός, 1992년 4월 12일, 알미로스 ~)는 그리스의 축구 선수로, 현재 그리스 수페르리가 2의 아나게니시 카르디차 FC 소속이다. 그는 미드필더로 활약하고 있다.

## 클럽 경력
2011년 11월 27일, 그는 아그로티코스 아스테라스와의 그리스 컵 2011-12 경기에서 파나티나이코스 1군 데뷔전을 교체로 투입되어 치렀다.
아나스타시오스 라고스는 파나티나이코스와의 계약 연장을 긍정적으로 생각함에 따라 이어지는 3년간 클럽의 일원으로 고려되었다.

## 경력 합계
2015년 2월 1일 기준
| 클럽           | 시즌      | 리그 | 리그 | 컵   | 컵 | 유럽* | 유럽* | 기타** | 기타** | 합계 | 합계 |
| 클럽           | 시즌      | 출장 | 골   | 출장 | 골 | 출장  | 골    | 출장   | 골     | 출장 | 골   |
| -------------- | --------- | ---- | ---- | ---- | -- | ----- | ----- | ------ | ------ | ---- | ---- |
| 파나티나이코스 | 2011–12   | 1    | 0    | 1    | 0  | 0     | 0     | 0      | 0      | 2    | 0    |
| 파나티나이코스 | 2012–13   | 6    | 0    | 2    | 0  | 1     | 0     | 0      | 0      | 9    | 0    |
| 파나티나이코스 | 2013–14   | 26   | 2    | 6    | 0  | 0     | 0     | 6      | 1      | 38   | 3    |
| 파나티나이코스 | 2014–15   | 19   | 1    | 5    | 0  | 8     | 0     | 0      | 0      | 32   | 1    |
| 경력 합계      | 경력 합계 | 52   | 3    | 14   | 0  | 9     | 0     | 6      | 1      | 81   | 4    |

(* UEFA 챔피언스리그, UEFA 유로파리그 경기 포함) 

(**수페르리가 엘라다 플레이오프전 포함)

## 수상
파나티나이코스
- 그리스 컵: 2013-14